# Antoni August Matakiewicz
Antoni August Matakiewicz (ur. 18 września 1873 w Niepołomicach, zm. 16 września 1937 w Nowym Sączu) – polski prawnik, polityk katolicko-ludowy i sanacyjny, poseł do austriackiej Rady Państwa i do Sejmu RP.

## Działalność zawodowa i publiczna
Syn sędziego Antoniego i  Augusty z Kołodziejów, wnuk Antoniego Mikołaja, brat Maksymiliana. W 1891 roku ukończył Gimnazjum św. Jacka w Krakowie, w 1897 roku ukończył studia na wydziale prawa Uniwersytetu Jagiellońskiego z tytułem doktora praw. Następnie pracował w sądownictwie, najpierw jako auskultant Sądu Krajowego w Krakowie (1897–1898), następnie był adiunktem Sądu Powiatowego w Żabnie (1899–1906), sędzią powiatowym w Wojniczu (1907–1908) i naczelnikiem Sądu Powiatowego w Tuchowie (1909–1911)
Aktywny politycznie i społecznie. Działacz i organizator gniazd Towarzystwa Gimnastycznego „Sokół” i kół Towarzystwa Szkoły Ludowej w Żabnie i Wojniczu. Najpierw związany ze Stronnictwem Prawicy Narodowej z ramienia którego w czerwcu 1911 kandydował przeciwko Wincentemu Witosowi, dzięki poparciu administracji został wybrany jako poseł mniejszości.  Poseł do austriackiej Rady Państwa XII kadencji (17 lipca 1911 – 28 października 1918) z okręgu wyborczego nr 42 Radłów-Wojnicz-Zakliczyn-Tarnów-Tuchów. Członek Koła Polskiego w Wiedniu. W parlamencie nie wykazał się szczególną aktywnością.
W czasie I wojny światowej pełnił służbę wojskową w 40 pułku piechoty jako por. i komendant odcinka obrony linii kolejowej Biała-Ciężkowice (1 sierpnia 1914 – 8 lipca 1916) następnie był komendantem dworca w Lublinie (9–28 lipca 1916). Przeniesiony do żandarmerii służył w komendzie miasta Lwowa (sierpień-wrzesień 1916). Potem służył kolejno: w kompanii rezerwowej 13. pp w Nowym Sączu (6 października – 3 listopada 1916), jako referent handlowy w dowództwie XIX Korpus w Skutari (8–12 listopada 1916), awansowany na kapitana oficer sądowy w Komendzie Wojskowej w Krakowie (17 listopada 1916 – 4 stycznia 1917) i sędzia śledczy przy Sądzie Wojskowym w Krakowie (5 stycznia – 31 października 1918). Po otwarciu parlamentu w Wiedniu, w 1917 wystąpił ze  Stronnictwa Prawicy Narodowej i związał się ze Związkiem Katolicko-Społecznym Jana Potoczka – działającego pod protektoratem biskupa tarnowskiego Leona Wałegi
W wyborach do Sejmu Ustawodawczego w styczniu 1919 został M. wybrany posłem z okręgu nr 42: Tarnów-Brzesko-Bochnia-Dąbrowa jako czołowy kandydat listy nr 2: Polskiego Związku Katolicko-Narodowego, Od sierpnia 1919 był prezesem  Klubu Katolicko-Ludowego. W wyborach sejmowych w listopadzie 1922 otrzymał M. po raz trzeci mandat poselski w tym samym okręgu (nr 45) Tarnów-Pilzno-Brzesko jako czołowy kandydat listy nr 12: Polskie Centrum (ze Stronnictwa Katolicko-Ludowego). W Sejmie II kadencji prezes powtórnie Klubu Katolicko-Ludowego.
Po zamachu majowym opowiedział się za sanacją. W 1928 roku założyciel i pierwszy prezes „Strzelca” w Tuchowie. Wykluczony ze Stronnictwa Katolicko-Ludowego, przeszedł po wyborach w 1928 roku do Bezpartyjnego Bloku Współpracy z Rządem. Od 1930 roku wiceprezes Sądu Okręgowego w Krakowie. Po przejściu na emeryturę w 1933 roku notariusz w Nowym Sączu.
Zarządzeniem prezydenta RP Ignacego Mościckiego z 17 września 1932 został odznaczony Medalem Niepodległości za pracę w dziele odzyskania niepodległości. Honorowy obywatel Wojnicza i Żabna. Pochowany na cmentarzu w Nowym Sączu. Od 1926 był żonaty z Zofią Łazarską (1892–1972).